# Équipe de Suisse de football en 1929
Cet article présente les résultats de l'équipe de Suisse de football lors de l'année 1929.

## Bilan
|           | Nombre de matchs | Victoires | Défaites | Matchs nuls | Buts marqués | Buts encaissés |
| Domicile  | 3                | 0         | 3        | 0           | 6            | 12             |
| Extérieur | 3                | 0         | 3        | 0           | 3            | 15             |
| Neutre    | 0                | 0         | 0        | 0           | 0            | 0              |
| Total     | 6                | 0         | 6        | 0           | 9            | 27             |

## Matchs et résultats
| Match amical                                | Allemagne                                             | 7 - 1   | Suisse       | Stadion Mannheim, Mannheim                        |                                                   |
| 10 février 1929 · Historique des rencontres | Frank 8e 45e 61e 72e · Sobeck 23e 83e · Pöttinger 87e | (3 - 0) | 74e Abegglen | Spectateurs : 35 000 Arbitrage : Lauritz Andersen | Spectateurs : 35 000 Arbitrage : Lauritz Andersen |
| 10 février 1929 · Historique des rencontres | Rapport                                               |         |              | Spectateurs : 35 000 Arbitrage : Lauritz Andersen | Spectateurs : 35 000 Arbitrage : Lauritz Andersen |

| Match amical                             | Pays-Bas                                              | 3 - 2   | Suisse                   | Stade olympique, Amsterdam                  |                                             |
| 17 mars 1929 · Historique des rencontres | Ramseyer 42e (csc) · Bakhuys 43e · van Kol 51e (pen.) | (2 - 0) | 59e Abegglen · 65e Grimm | Spectateurs : 25 000 Arbitrage : Otto Remke | Spectateurs : 25 000 Arbitrage : Otto Remke |
| 17 mars 1929 · Historique des rencontres | Rapport                                               |         |                          | Spectateurs : 25 000 Arbitrage : Otto Remke | Spectateurs : 25 000 Arbitrage : Otto Remke |

| Coupe internationale européenne 1927-1930 | Suisse                                            | 4 - 5   | Hongrie                                                   | Wankdorf, Berne                               |                                               |
| 14 avril 1929 · Historique des rencontres | Weiler 2e · A. Abegglen 26e 66e · M. Abegglen 78e | (2 - 1) | 8e (csc) Widmer · 51e 76e Takács · 56e Toldi · 73e Hirzer | Spectateurs : 19 000 Arbitrage : Stanley Rous | Spectateurs : 19 000 Arbitrage : Stanley Rous |
| 14 avril 1929 · Historique des rencontres | Rapport                                           |         |                                                           | Spectateurs : 19 000 Arbitrage : Stanley Rous | Spectateurs : 19 000 Arbitrage : Stanley Rous |

| Coupe internationale européenne 1927-1930 | Suisse       | 1 - 4   | Tchécoslovaquie                        | La Pontaise, Lausanne                        |                                              |
| 5 mai 1929 · Historique des rencontres    | Abegglen 74e | (0 - 2) | 22e Podrazil · 23e 85e Silný · 80e Puč | Spectateurs : 20 000 Arbitrage : Eugen Braun | Spectateurs : 20 000 Arbitrage : Eugen Braun |
| 5 mai 1929 · Historique des rencontres    | Rapport      |         |                                        | Spectateurs : 20 000 Arbitrage : Eugen Braun | Spectateurs : 20 000 Arbitrage : Eugen Braun |

| Coupe internationale européenne 1927-1930  | Tchécoslovaquie                                        | 5 - 0   | Suisse | Stade Letná, Prague                            |                                                |
| 6 octobre 1929 · Historique des rencontres | Puč 17e 81e · Kratochvíl 18e · Svoboda 36e · Junek 64e | (3 - 0) |        | Spectateurs : 17 000 Arbitrage : Jean Langenus | Spectateurs : 17 000 Arbitrage : Jean Langenus |
| 6 octobre 1929 · Historique des rencontres | Rapport                                                |         |        | Spectateurs : 17 000 Arbitrage : Jean Langenus | Spectateurs : 17 000 Arbitrage : Jean Langenus |

| Coupe internationale européenne 1927-1930   | Suisse       | 1 - 3   | Autriche                               | Neufeld, Berne                                |                                               |
| 27 octobre 1929 · Historique des rencontres | Passello 44e | (1 - 1) | 25e Stoiber · 62e Horvath · 84e Schall | Spectateurs : 16 000 Arbitrage : Per Andersen | Spectateurs : 16 000 Arbitrage : Per Andersen |
| 27 octobre 1929 · Historique des rencontres | Rapport      |         |                                        | Spectateurs : 16 000 Arbitrage : Per Andersen | Spectateurs : 16 000 Arbitrage : Per Andersen |